# Brachycoleus
Brachycoleus is een geslacht van wantsen uit de familie blindwantsen. Het geslacht werd voor het eerst wetenschappelijk beschreven door George Bowdler Buckton in 1879.

## Soorten
Het genus bevat de volgende soorten:

- Brachycoleus bolivari Horváth, 1901
- Brachycoleus caucasicus (Poppius, 1912)
- Brachycoleus decolor Reuter, 1887
- Brachycoleus lineellus Jakovlev, 1884
- Brachycoleus medes Hosseini & Mohammadi, 2019
- Brachycoleus pilicornis (Panzer, 1805)
- Brachycoleus sexvittatus Reuter, 1877
- Brachycoleus steini Reuter, 1877
- Brachycoleus thoracicus Puton, 1892
- Brachycoleus triangularis (Goeze, 1778)